# Thonon Évian Grand Genève Football Club
El Évian Thonon Gaillard FC es un club de fútbol francés de las ciudades de Thonon-les-Bains y Gaillard, cerca de la frontera suiza. Se llamaba Evian por la marca de agua, no por la ciudad de Évian-les-Bains. Fue fundado en 2007 como resultado de varias fusiones y disuelto el 7 de diciembre de 2016. En 2017 es refundado y en 2018 se fusionaría con el equipo femenino de Croix de Savoie Football Academy Ambilly renombrando al club como Thonon Évian Grand Genève Football Club; y lograría ascensos consecutivos que lo llevaron hasta la categoría Championnat National 2 para el año 2022.El gran Évian Thonon Gaillard se consagra como campeón del CHAMPIONNAT NATIONAL 2 y ascienden a ligue 2 esta temporada al lograr el bicampeonato de las bajas de Francia.

## Historia
El club nació como FC Gaillard en 1924 y se fusionó con el Ville-la-Grand en 2003, formando el Football Croix-de-Savoie 74. En 2007 el club sufrió una nueva fusión con el Olympique Thonon Chablais, que resultó en el cambio definitivo de sede del club, que pasó de Gaillard a la actual de Thonon-les-Bains.

## Jugadores

### Equipo 2021/22
- = Lesionado de larga duración
- = Capitán

#### Altas 2015-2016
| Altas               |               |                           |                       |
| Jugador             | Posición      | Procedencia               | Tipo                  |
| Betão               | Defensa       | Dinamo Kiev               | Libre                 |
| Aaron Appindangoyé  | Defensa       | CF Mounana                | Préstamo              |
| Alioune Fall        | Defensa       | Divisiones menores        |                       |
| Fabien Centonze     | Defensa       | Divisiones menores        |                       |
| Jordan Boy          | Defensa       | Divisiones menores        |                       |
| Ludovic Soares      | Defensa       | Divisiones menores        |                       |
| Kevin Hoggas        | Mediocampista | ASM Belfort               | Libre                 |
| Blati Toure         | Mediocampista | Recreativo de Huelva      | Préstamo              |
| Morgan Kamin        | Mediocampista | Mónaco B                  | Libre                 |
| Bruno da Cruz       | Mediocampista | AO Itabaiana              | -                     |
| Gustavo Campanharo  | Mediocampista | Clube Atlético Bragantino | Préstamo              |
| Lamine N'Dao        | Mediocampista | Doxa Katokopias           |                       |
| Hernán Altolaguirre | Delantero     | Newell's Old Boys         | Préstamo              |
| Quentin N'Gakoutou  | Delantero     | Mónaco                    | Préstamo              |
| Sekou Keita         | Delantero     | Atlético de Madrid B      | Préstamo              |
| Gianni Bruno        | Delantero     | FC Lorient                | Regresa tras préstamo |

#### Bajas 2015-2016
| Bajas               |               |                       |                 |
| Jugador             | Posición      | Destino               | Tipo            |
| Jesper Hansen       | Portero       | Bastia                |                 |
| Jesper Juelsgaard   | Defensa       | Brøndby IF            |                 |
| Cédric Mongongu     | Defensa       | Eskişehirspor         | Libre           |
| Cédric Cambon       | Defensa       | Le Havre              | Libre           |
| Youssouf Sabaly     | Defensa       | París Saint-Germain   | Fin de préstamo |
| Dany Nounkeu        | Defensa       | Galatasaray           | Fin de préstamo |
| Dan Nistor          | Mediocampista | CS Pandurii Târgu Jiu | Libre           |
| Miloš Ninković      | Mediocampista | Sydney FC             | Libre           |
| Daniel Wass         | Mediocampista | Celta de Vigo         | Traspaso        |
| Nicolas Benezet     | Mediocampista | Guingamp              | Traspaso        |
| Adrien Thomasson    | Mediocampista | FC Nantes             | Traspaso        |
| Fabien Camus        | Mediocampista | KRC Genk              | Fin de préstamo |
| Nadjib Baouia       | Delantero     | RC Lens               | Libre           |
| Nicki Bille Nielsen | Delantero     | Esbjerg fB            | Traspaso        |
| Djakaridja Koné     | Delantero     | Sivasspor             | Libre           |
| Gilles Sunu         | Delantero     | Angers SCO            |                 |
| Mathieu Duhamel     | Delantero     | SM Caen               | Fin de préstamo |
| Modou Sougou        | Delantero     | Marsella              | Fin de préstamo |
| David Ramírez       | Delantero     | Deportivo Saprissa    | Fin de préstamo |
| Nicolás Blandi      | Delantero     | San Lorenzo           | Fin de préstamo |

## Palmarés

### Torneos nacionales
- CFA (2) : 2004, 2008
- Championnat National (1) : 2010
- Ligue 2 (1) : 2011